# Milograd-Kultur

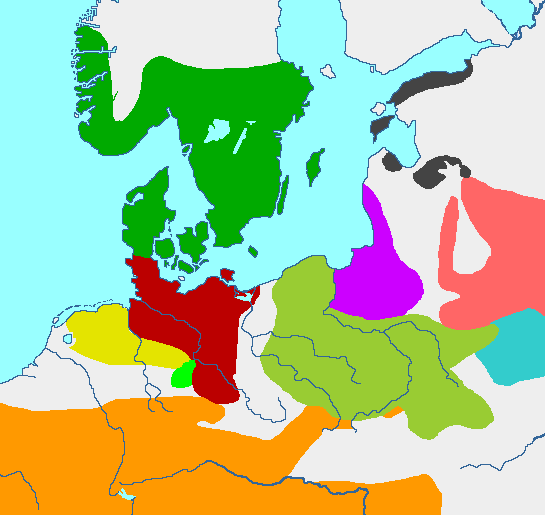
Frühe Eisenzeit:
Frühe nordische Eisenzeit
Jastorfkultur
Harpstedt-Nienburger Gruppe
Keltische Gruppen
Pommerellische Gesichtsurnenkultur
Hausurnenkultur
Dnjepr-Dwina-Kultur
Westbaltische Hügelgräberkultur
Milograd-Kultur
Frühe estnische Eisenzeit

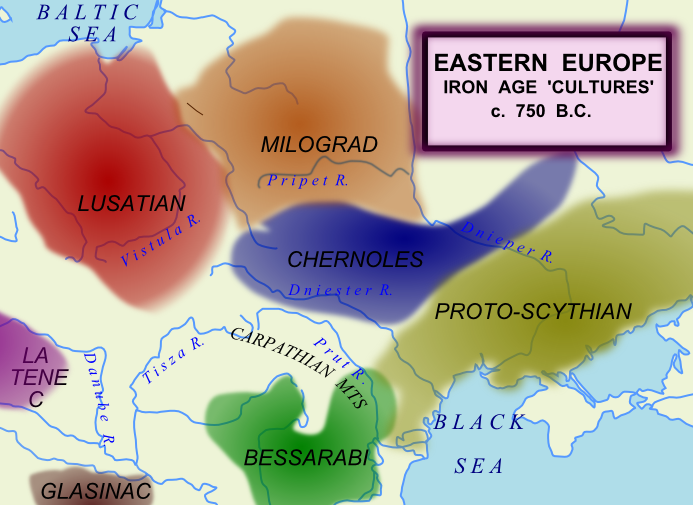
Osteuropa um 750 v. Chr.
Milograd-Kultur
Tschernolis-Kultur
Lausitzer Kultur
Skythen
Thraker

Milograd-Kultur

Die Milograd-Kultur war eine archäologische Kultur der frühen Eisenzeit vom 7. bis zum 1. Jahrhundert v. Chr. im Gebiet des heutigen Belarus und der Ukraine.
Die ethnische Zuordnung ist unklar, möglich sind frühe baltische oder slawische Gruppen, zu mal die möglicherweise von dieser Kultur abstammende Kyjiwer Kultur  üblicherweise als frühslawisch interpretiert wird.

## Verbreitungsgebiet
Das Verbreitungsgebiet der Milogradkultur lag am Prypjat und am oberen Dnepr zwischen Beresina und Ros.
Der Name leitet sich her von der Burgsiedlung Milograd im Retschyzky rajon in der Woblasz Homel.
Benachbarte Kulturen waren die Strichkeramik-Kultur und die Dnjepr-Dwina-Kultur im Norden, die Juchnowo-Kultur im Osten, die Tschernolis-Kultur im Süden und die Pommerellische Gesichtsurnenkultur im Westen.

## Siedlungen
Die Milograd-Kultur kann in zwei Gruppen unterteilt werden: am Prypjat und am oberen Dnjepr.
Die Dnjepr-Gruppe siedelte ca. 2–5 km vom rechten fruchtbaren Ufer des Dnjepr und 10 km oder mehr vom linken sumpfigen Ufer.
Die Prypjat-Gruppe errichtete ihre Siedlungen auf Erhebungen im Sumpfgebiet des Prypjat, die sie als Schutz- und Rückzugsgebiete nutzen konnte.
Es gab befestigte und unbefestigte Siedlungen.
Die befestigten waren in beiden Gruppen in Form und Funktion unterschiedlich und durch Holz-Erde-Wälle geschützt. Es gab Burgsiedlungen mit mehreren voneinander unabhängigen Wällen (Garoschkau, Milograd).
Die Häuser waren rund, oval oder rechteckig und hatten eine Fläche von 12 bis 16 m². Sie waren in die Erde eingetieft oder ebenerdig (Prypjat-Gruppe). Sie hatten Fensteröffnungen und unterschieden sich teilweise voneinander.

## Wirtschaft
Lebensgrundlage waren Ackerbau und Viehzucht, auch Jagd und Fischfang. Eisen und Bronze wurden verarbeitet, Webkunst und Töpferei waren entwickelt. Die Keramik war ornamentverziert.
Gebrauchsgegenstände wie Werkzeuge, Waffen und Schmuck waren aus Eisen, Stein, Leder, Bronze, Bernstein.
Die materielle Kultur zeigt Einflüsse benachbarter Kulturen. So wurden Pfeile skythischer Herstellungsart gefunden. Auch die Art und Weise der Grabbeigaben in Hügelgräbern ist skythisch beeinflusst. Keltische Spuren sind ebenfalls nachweisbar, so wurden eiserne und bronzene Gegenstände mitteleuropäischer Herkunft in einer Siedlung bei Gomel gefunden.

## Bestattungskultur
Bestattet wurde anfangs in niedrigen auf Holzkonstruktionen aufgehäuften Grabhügeln mit einem Durchmesser bis zu 22 Metern als Körpergräber. Dabei waren zum Teil reichhaltige Grabbeigaben erhalten.
In späterer Zeit ging man zu Brandbestattung in runden oder ovalen Gräbern über, die sich innerhalb der Siedlungen befanden. Auch hier fanden sich Grabbeigaben.

## Nachfolgekulturen
Zwischen dem 3. und 1. Jahrhundert v. Chr. wurde die Milograd-Kultur durch die Sarubinzy-Kultur langsam abgelöst. Bis zum 1. Jahrhundert v. Chr. scheinen beide Kulturen nebeneinander existiert zu haben.